# Enrico Fulchignoni
Enrico Fulchignoni, né le 18 septembre 1913 à Messine (Sicile) et mort le 28 août 1988 à Venise, est un dramaturge, metteur en scène, réalisateur, scénariste, historien et essayiste italien, actif dans le théâtre et le cinéma.

## Biographie
Fulchignoni a étudié la médecine et, après avoir enseigné quelque temps, s'est tourné vers le journalisme. Il a écrit pour les magazines et journaux Bianco e Nero, Cinema, Dramma, Scenario, La fiera letteraria, Tempo, Il Corriere della Sera et Il Giornale ; parallèlement, il a fait des mises en scène au théâtre à partir de 1937. Après avoir travaillé dans sa ville natale, il s'installe à Florence en 1939. Il travaille pour le cinéma en tant que réalisateur de documentaires à partir de 1942, année où il tourne son seul long métrage, Dans les catacombes de Venise, adapté de l'opéra de Verdi I due Foscari (1844), elle-même adaptée de la pièce de Lord Byron The Two Foscari: An Historical Tragedy (1821). Son travail se concentre cependant sur le théâtre. Après la Seconde Guerre mondiale, il écrit deux scénarios pour d'autres réalisateurs et se tourne vers le court métrage. En 1950, il s'installe en France car il est nommé président du Conseil international du cinéma, de la télévision et de la communication audiovisuelle de l'UNESCO. Le prix de l'organisation, décerné chaque année depuis 1990 dans le cadre de la Biennale, porte son nom. En 1953, il crée avec Jean Rouch, Henri Langlois, Marcel Griaule, André Leroi-Gourhan et Claude Lévi-Strauss le Comité du film ethnographique, qui siège au musée de l'Homme à Paris. En 1959, il fait une apparition dans Le Signe du Lion d'Éric Rohmer.

## Filmographie

### Réalisateur
- 1941 : Ragazze sotto la tenda, court-métrage coréalisé avec Fernando Cerchio
- 1942 : Dans les catacombes de Venise (I due Foscari)
- 1959 : Lettera da El Alamein, court-métrage
- 1960 : Oriente-Occidente, court-métrage

### Scénariste
- 1948 : Le Juif errant (L'ebreo errante) de Goffredo Alessandrini
- 1948 : Les Années difficiles (Anni difficili) de Luigi Zampa

### Acteur
- 1955 Le amiche de Michelangelo Antonioni (d'après Cesare Pavese "Tra donne sole")(figurant)
- 1959 : Le Signe du Lion d'Éric Rohmer
- 1984 : Dionysos de Jean Rouch

## Publications
- L'arlecchino errante. Da canovacci di commedia dell'arte del XVII secolo (1941)
- Il teatro giapponese. Sette No (1942)
- Storia e teoria del teatro Kammerny di Mosca (1943)
- Esistenzialismo e puritanesimo in O'Neill (1948)
- La musica e il lavoro (1949)
- Il film e i metodi proiettivi (1950)
- Filmologia e psicologia infantile (1952)
- Il cavallo a dondolo (1970)

## Théâtre
- Il digiunatore (1941)
- A ognuno la sua croce (1942)
- Matteo Falcone (1948), d'après Prosper Mérimée
- Les grenouilles (1951), d'après Les Grenouilles d'Aristophane
- Il reduce involontario (1955), écrit avec Beniamino Joppolo
- Fred (1955), écrit avec Beniamino Joppolo
- Salita sull'albero (1956), écrit avec Beniamino Joppolo
- La tazza di caffè (1957), écrit avec Beniamino Joppolo
- Il generale malcontento (1958), écrit avec Beniamino Joppolo
- L'inondazione (1958), écrit avec Beniamino Joppolo